# گلن دیمپلکس
گلن دیمپلکس (انگلیسی: Glen Dimplex) شرکت الکترونیک ایرلندی است، که در سال ۱۹۷۳ تأسیس شد.